# بویره احداب
بویره احداب (به عربی: بویرة الأحداب) یک شهرداری در الجزایر است که در استان جلفه واقع شده‌است. بویره احداب ۸٬۸۹۷ نفر جمعیت دارد.